# Csaba Hegedűs
Csaba Hegedűs (né le 6 septembre 1948 à Sárvár) est un lutteur hongrois, champion olympique, champion du monde et champion d'Europe de sa discipline.

## Palmarès

### Jeux olympiques
- Lutte aux Jeux olympiques d'été de 1972
- Médaille d'or dans la catégorie des moins de 82 kg en lutte gréco-romaine

### Championnats du monde
- Médaille d'or dans la catégorie des moins de 82 kg en lutte gréco-romaine en 1971 à Sofia

### Championnats d'Europe
- Médaille d'or dans la catégorie des moins de 82 kg en lutte gréco-romaine en 1976 à Leningrad
- Médaille d'or dans la catégorie des moins de 90 kg en lutte gréco-romaine en 1977 à Bursa